# Нагорода Віллі Маршалла
Нагорода Віллі Маршалла (англ. Willie Marshall Award) — нагорода, яка щорічно вручається найкращому снайперу Американської хокейної ліги (АХЛ) за підсумками регулярного чемпіонату.
Нагорода була представлена у сезоні 2003—04 і названа на честь Віллі Маршалла, лідера за всю історію АХЛ за кількістю голів, передач, очок та зіграних матчів. Маршалл також є лідером за всю історію АХЛ за кількістю очок у плей-оф. 

## Нагороджені
| Сезон   | Гравець           | Команда                 |
| ------- | ----------------- | ----------------------- |
| 2024–25 | Матей Блюмель     | Техас Старс             |
| 2023–24 | Адам Годет        | Спрингфілд Тандерберд   |
| 2022–23 | Енді Андреофф     | Бриджпорт Айлендерс     |
| 2021–22 | Стефан Ноесен     | Чикаго Вулвс            |
| 2020–21 | Купер Мароді      | Бейкерсфілд Кондорс     |
| 2019–20 | Джеррі Мейхью     | Айова Вайлд             |
| 2018–19 | Картер Верхейге   | Сірак'юс Кранч          |
| 2018–19 | Алекс Барре-Буле  | Сірак'юс Кранч          |
| 2017–18 | Валентин Зиков    | Шарлотт Чеккерс         |
| 2016–17 | Вейд Меган        | Чикаго Вулвс            |
| 2015–16 | Френк Ватрано     | Провіденс Брюїнс        |
| 2014–15 | Теему Пулккінен   | Гранд-Репідс Гріффінс   |
| 2013–14 | Зак Бойчук        | Шарлотт Чеккерс         |
| 2012–13 | Тайлер Джонсон    | Сірак'юс Кранч          |
| 2011–12 | Корі Конакер      | Норфолк Адміралс        |
| 2010–11 | Колін Мак-Дональд | Оклахома-Сіті Баронс    |
| 2009–10 | Александр Жіру    | Герші Берс              |
| 2008–09 | Александр Жіру    | Герші Берс              |
| 2007–08 | Джейсон Крог      | Чикаго Вулвс            |
| 2006–07 | Бретт Стерлінг    | Чикаго Вулвс            |
| 2005–06 | Дональд Маклін    | Гранд-Репідс Гріффінс   |
| 2005–06 | Деніс Гемел       | Бінгемтон Сенаторс      |
| 2004–05 | Майкл Каммаллері  | Манчестер Монаркс       |
| 2003–04 | Джефф Гемілтон    | Бриджпорт Саунд-Тайгерс |